# Запис дуд код школе (Бистрица)
Запис дуд код школе (Бистрица) се налази на парцели чији је власник Основна школа "Жарко Зрењанин".

## Локација
| Општина             | Петровац на Млави                                                |
| Катастарска општина | Бистрица                                                         |
| Потес               | Село                                                             |
| Координате          | 44° 20′ 07″ С; 21° 30′ 10″ И / 44.335299999999997° С; 21.5029° И |
| Надморска висина    | 198m                                                             |

## Карактеристике
Дендрометријске вредности утврђене на терену и сателитским снимцима:
| Стабло                     | Дуд |
| Висина стабла              | m   |
| Обим дебла                 | m   |
| Пречник крошње             | 9m  |
| Пречник дебла              | m   |
| Висина дебла до прве гране | m   |

## База записа
Запис је у оквиру Викимедија пројекта "Запис - Свето дрво" заведен под редним бројем 0562.